# Sandro Bracchitta
Sandro Bracchitta (Ragusa, 24 de setembro de 1966) é um gravador italiano.

## Biografia
Estudou em Florença, onde frequentou o Curso de Pintura da Academia de Belas Artes de Florença para obter o seu diploma em 1990; No mesmo ano, ele começou a trabalhar como pintor e gravador. [4] Sua primeira exposição individual ocorreu em 1991 no Palazzo Datini em Prato, na Itália.
Em 1992, recebeu uma bolsa para especializar-se em "El Bisonte", na Escola de Artes Gráficas em Florença, e em 1993 trabalhou como assistente do Maestro Viggiano, na mesma escola. No mesmo ano, ele começou a exibir suas obras em várias exposições de arte.
Em 1994, ele foi convidado a participar da Exposição "Trienal Mundial de Gravação" em Chamalières (França), e no mesmo ano ele ganhou a "14ª edição da Mini Print Internacional" [5] em Cadaqués (Espanha).
De 1994 a 1997, foi convidado para várias exposições nacionais e internacionais, como a Bienal da Arte Internacional 21 e 21 da Exposição em Ljubljana (Eslovênia), o Prêmio Internacional de Artes Gráficas em Biella (Itália), a Bienal de Ibiza em Espanha, a Exposição de Gravura Trienal em Cracóvia na Polônia, o Museu Stedeliske em Sint Niklaas, na Bélgica, bem como a Exposição Internacional de Gráficos em Bitola (Macedônia), Kharkiu (Rússia), Uzice (Croácia), Györ e Budapeste (Hungria) .
Em 2001, recebeu um prêmio do Museu Nacional de Arte Moderna em Tóquio na Exposição Internacional de Gravura em Kanagay e um prêmio do Museu da cidade de Györ, na Hungria. [5] Ele recebeu o Prêmio Leonardo Sciascia "Amateur d'Estampes" em 2007, [6] e o Grande Prêmio na Trienal Ural Printing na Rússia. Em 2009, ele recebeu o Grande Prêmio na segunda Exposição Trienal Internacional de Gravação e Desenho de Banguecoque na Tailândia. Ele foi convidado a participar no Pavilhão da Sicília na 54ª Bienal de Veneza em 2011. [7]
Em 2007, recebeu o primeiro prémio na Bienal Internacional de Gravura da Acqui Terme. [7] Em 2011, ele foi convidado para a Exposição Mundial de Arte e Impretação de Vento Millennium, no templo budista de Tripitaka, na Coréia do Sul. [Citação necessária]
Ele também foi convidado - como o único representante italiano - a participar da "Sala Bienal Internacional de Sapporo" no Japão, na "Trienal de Exibição Gráfica" em Tallinn (Estónia) e no "Exposição Internacional Ex Libris de Pequim" na década de República da China, e na 54ª Bienal de Veneza.
Em 2017, o Gabinete de Desenhos e Impressões dos Uffizi em Florença adquire uma de suas obras de gravura.